# Анзуд (Анзу)

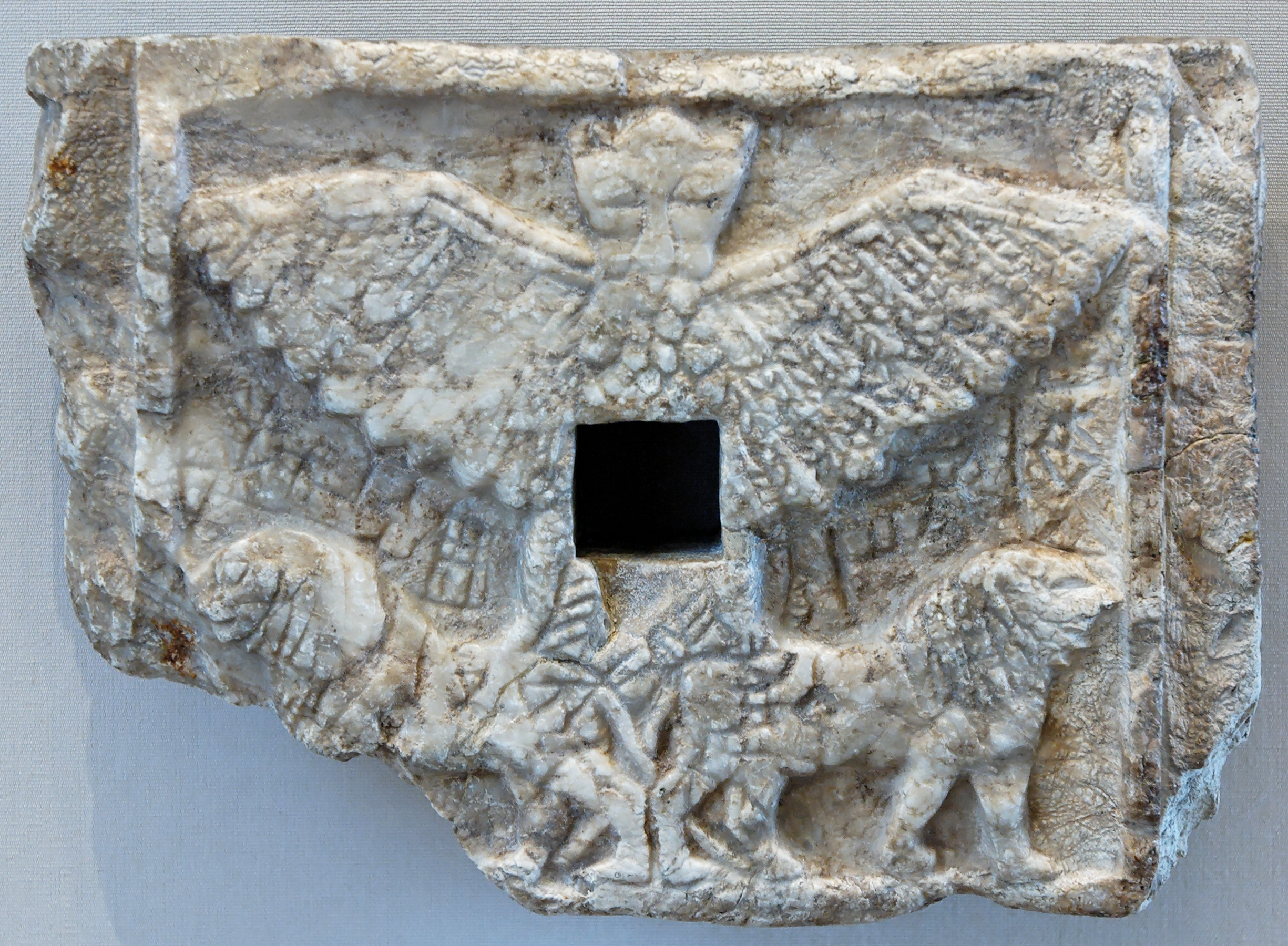
Птиця блискавки-бурі Анзу (Імдугуд) — рельєф в Лагаші (2550-2500 р. до н.е., в наш час зберігається в Луврі).

Анзуд (шумерське), Анзу (аккадське; також Зу, «Імдугуд, Ім-Дугуд» = «Буря-Вітер»), Шуту — божественний птах, який символізує блискавку та вітер. Істота пов'язана з Нінігрсу або Нінуртою, богом землеробства та війни.
В шумеро-аккадській міфології велетенський божественний птах, у вигляді «орла з головою лева або левиці (тобто завжди без гриви); й зазвичай, лапи орла стоять на двох гривастих левах». Пізніше (приблизно з XIV ст. до н. е.) Анзуд має також вигляд «велетенського орла». «В написах згадується починаючи з XXVI ст. до н. е. (тексти з Фари, теофорні імена). У міфах Анзуд є посередником між земним та небесним світом, й відповідно — між богами та людьми; він водночас має й добрі, й злі риси». Швидше, поєднання лева та орла символізує агресію як на землі, так і на небесах. Зображення Анзу, прикріплені до храмів, виконували апотропейну функцію.
Зображення орлів з головами левів ІІІ тис. до н.е., хоча й анепіграфічні, можна ототожнити з Анзу. Тексти описують пронизливий крик Анзу, дзьоб, схожий на пилку, крила, що розкинулися по небу, та кігті, достатньо великі, щоб хапати диких биків як здобич. Його гніздо — орлине дерево Енкі у далеких горах, звідси його зв'язок з витоками Євфрату та Тигру та його роль охоронця гірських перевалів. Пропозиція пов'язувати Анзу з метеоритними явищами є неспроможною для шумерської міфології та нечіткою для аккадської.
Вважається, що Анзу був взірцем для перського Сімурга та арабського Рух.

## Етимологія
Перший корінь «Ан-» (в йменні «Анзуд», «Анзу») має значення шум. «Ан» = «небо; бог неба». Другий корінь «-Зуд, -Зу» (та ім'я «Шуту», яке близьке до «-Зуд») можна вважати «власним йменням цього божества».

## Міфи про Анзуда

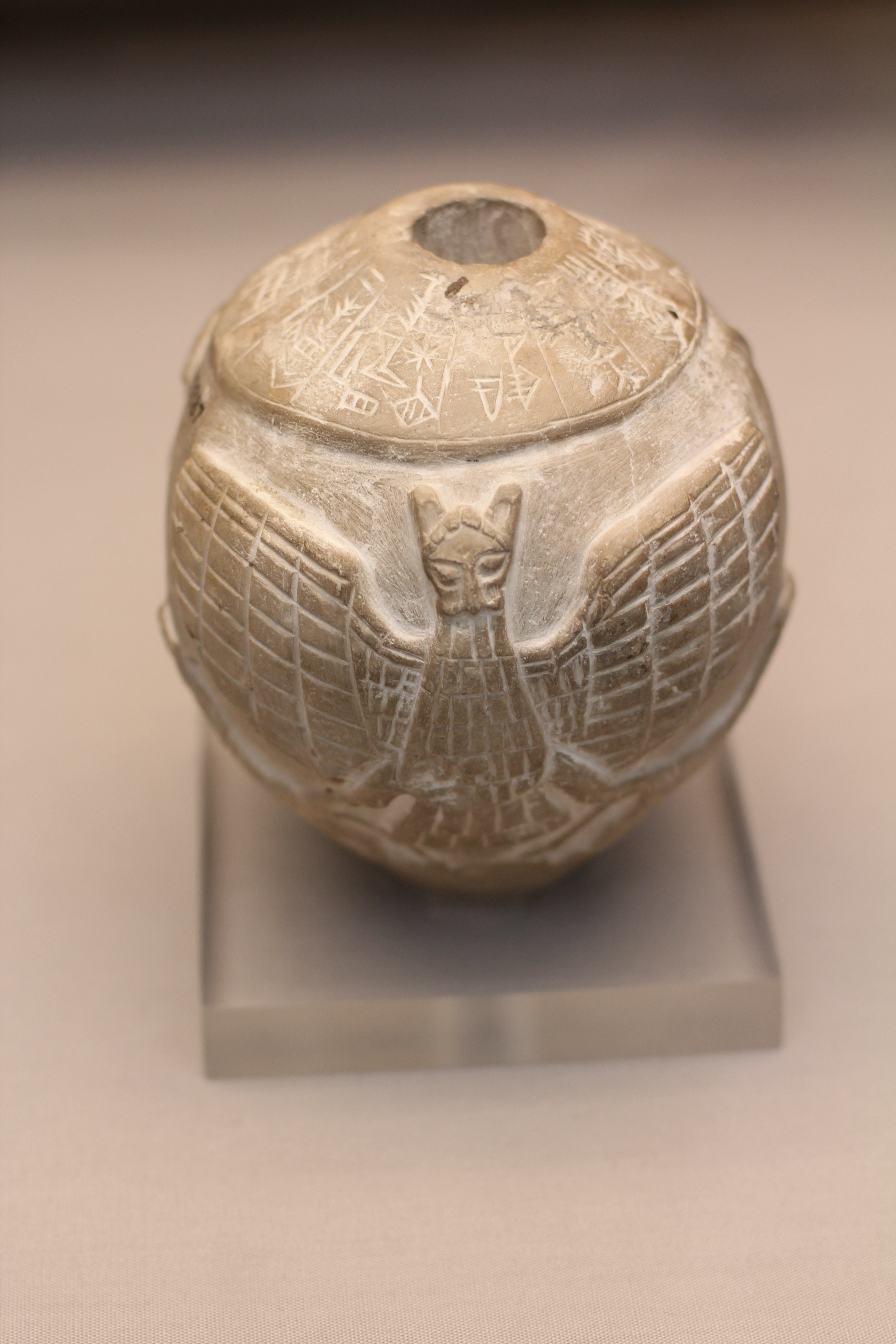
Верхів'я булави (діаметр 11.7 см) з зображенням «Imdugud» (він же Анзу), орел з головой льва, символ Нінгірсу. Імдугуд схопив двох левів та три людські фігури, найбільша з яких — це, певно, Enannatum (правитель Лагаша в період біля 2400 р. до н. е.; Ранньодинастичний період III в Південній Месопотамії). Раскопки в м. Телло (Південний Ірак). Зберігається у Британському музеї (ME 23287).

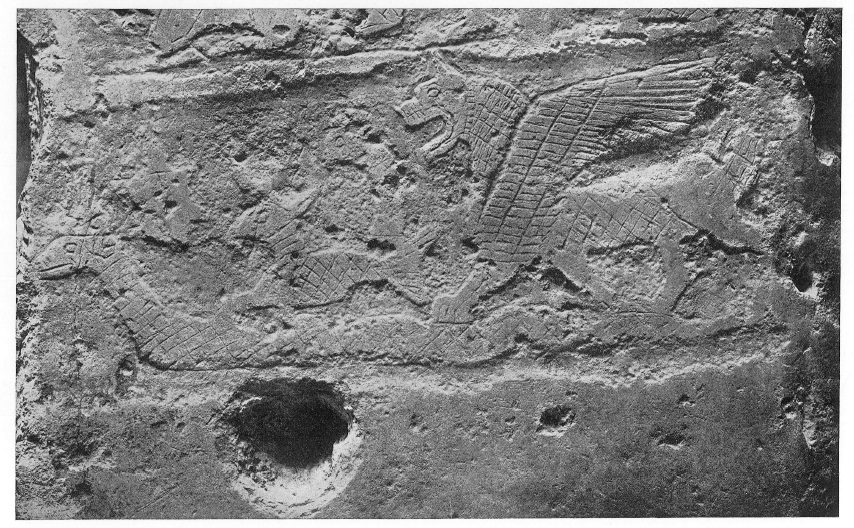
Анзу нагадує скіфського грифона (цикл «Enûma Eliš», таблетка XXXI). Британський музей. Період правління «Мардук-апла-іддіна I» (34-й каситський цар Вавилона, був царем у 1171—1159 рр. до н. е.)

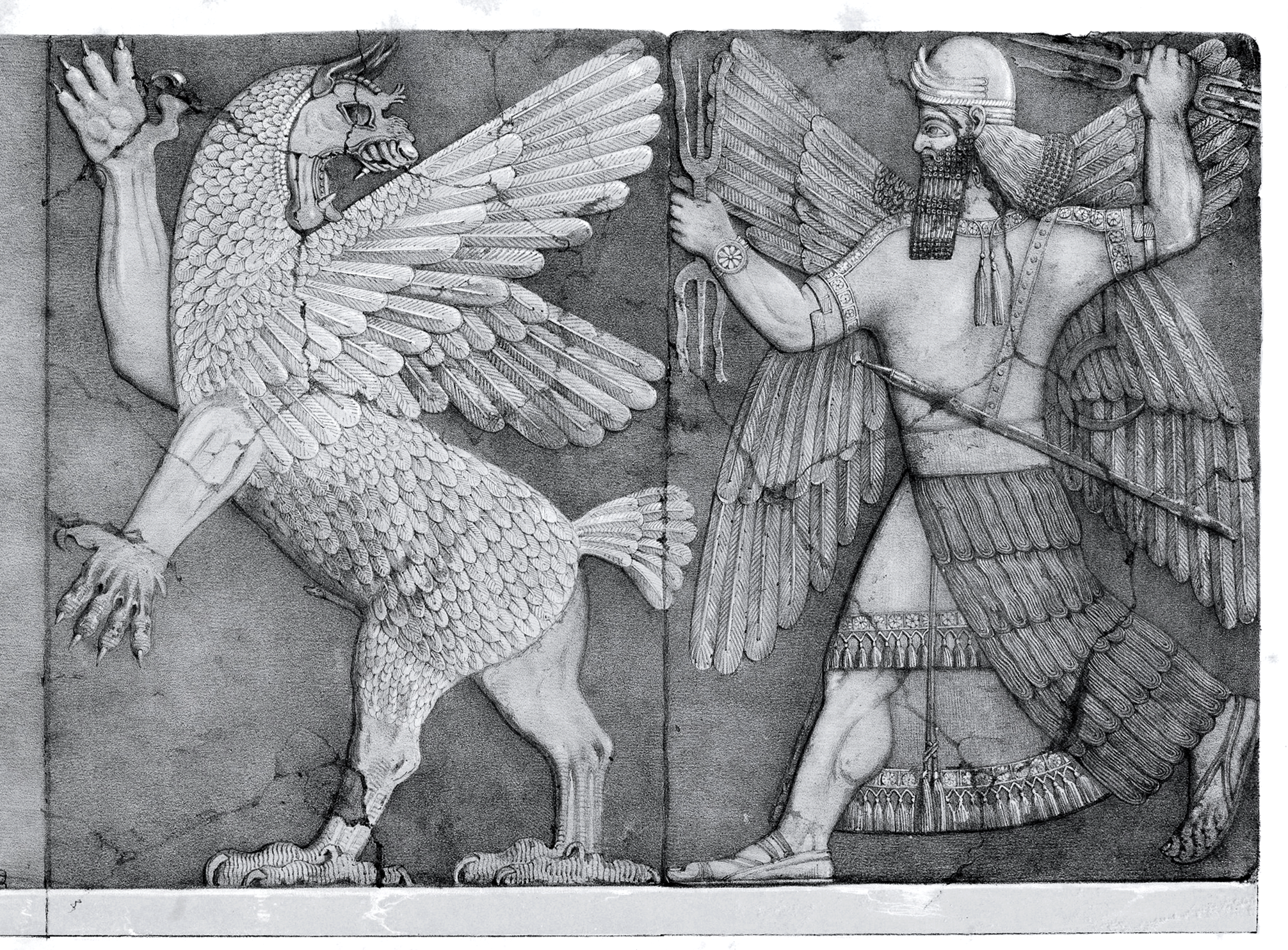
Битва Зу та Нінурти. Нінурта озброєний ваджрою — подвійним тризубцем, який символізує блискавку. Барельєф у храмі Нінурти в Німруді (Kalhu, Ірак), датується періодом царювання Ашшур-нацир-апала II (883—859 до н. е.). Фото з книги Остина Лейарда «Монументи Ніневії. Друга серія», фото 19/83, Лондон: J. Murray, 1853.

Анзу займає чільне місце у таких композиціях: 
1) У шумерській літературній композиції «Nanshe and the birds» він встановлює долі різних птахів.
2) В шумерському міфі про Лугальбанду «Lugalbanda and the Anzud Bird» Анзуд допомагає йому перейти через неприступні гори Хуррум, даруючи надлюдську силу та швидкість герою, коли останній відділяється від своїх військ у горах.
3) В шумеро-аккадському міфі «Гільгамеш, Енкіду та підземний світ» Гільгамеш зганяє з дерева «хулуппу» Анзуда, який живе на його гілках.
4) Про надзвичайну силу Анзуда свідчить той факт, що саме йому (та ще кільком богам-руйнівникам) боги доручили — виконати присуд про «всесвітній потоп»:
 — «Анзу пазурями розриває небо —

Розум країни — розколото наче глечик».
В цьому фрагменті «пазурі Анзуда, якими він розриває небо» — це блискавки.
5) Міф про те, як Анзуд викрав «таблиці долі» (ці таблиці давали владу над богами та людьми, а тому здобув верховенство над всесвітом). В цьому міфі роль Анзу змінилася з позитивної на негативну, навіть демонічну, що було притаманним в період Третьої династії Уру. Бог війни Нінурта був посланий, щоб перемогти його. Міф відомий у двох версіях:
- старовавилонська версія (тут ймення богів з «шумеро-аккадської міфології») — переможцем Анзуда названий бог Нінгірсу (бог, шанований в місті Лагаші), а в найновіших варіантах міфу — Нінурта. Анзуд краде «таблиці долі» у верховного бога Енліля; богиня-мати Дінгірмах відправляє проти Анзуда «бога війни Нінурту» й дає йому в дорогу сім вітрів. Бог наздоганяє Анзуда й посилає стрілу навздогін птиці. Але, маючи «таблиці долі», Анзуд замовляннями виліковує свою рану. Нінурта зміг забрати «таблиці долі» у Анзуда лише з третьої спроби. На згадку про перемогу — Нінгірсу-Нінурта бере «зображення Анзуда» як свій символ-герб (подібно як в індуїзмі — Вішну узяв як свій герб «зображення переможеної ним — сяючої птиці Гаруди»);
- новоассирійська версія (тут ймення богів з «вавилоно-ассирійської міфології»): Зу (АнЗу) викрадає таблиці у Бела. Й Анну (верховний бог неба) хоче відправити супроти Зу великих воїнів : Адада (бог грому), Іштар (Велика Богиня війни та кохання), та сина Іштар «Бару» — але вони не наважуються воювати супроти Зу, бо вважають Зу непереможним. Закінчення міфу зіпсоване, й невідомо — чи був Зу кимось переможений; але на пошкоджених табличках можливо прочитати, що супроти Зу зібрався воювати бог Еа (бог ремесел та винаходів, бог річок та озер). Цитата:

 — "Ану Ададу повелів не ходити.

Богиню кличуть вони, доньку Ану,

Ану повеління своє їй рече :

«Могутня, грізна Іштар, наступай неухильно,

Зу сплюндруй своєю зброєю,

Буде ймення твоє — звеличуватись в сонмі великих богів,

Між богів, твоїх братів, рівних тобі не знайти.

Хай побудовані будуть „богиневі палаци“,

По цілому світу збудуй собі міста,

Хай твої міста зрівняються з Екуром.

Будь величною серед богів, грими своєю славою».

Іштар відповідає на це,

До Ану-отця звертає слово :

«Отче, в неприступні гори хто поспішить?

Хто зрівняється з Зу серед богів, твоїх дітей?

Книги Долі ухопив він руками,

У владу одягся, вкрав закони,

Улетів тоді Зу, в горах усівся,

Рече вустами, ніби боги Дур-Ан-Кі.

Супостатів своїх він пилом вважає,

Сили його жахаються боги».

Ану Іштар повелів не ходити" («Міф про птаха Зу», переклад В. К. Шилейко).

## «Зображення Анзуда» в геральдиці
Певно, найцікавішою темою — є «зображення Анзуда» в геральдиці.

«Зображение Анзуда» це, певно, найпопулярніший символ в шумерській геральдиці :
- Анзуд є центральною фігурою — на давньому шумерському прапорі; на печатці й «кам'яній булаві правителя»; на великому срібном «культовому глеку для олії» зображено «Анзуда, який тримає пазурями хвости двох левів»; також «одним з найкращих ювелірних виробів шумерських часів» вважається «амулет Анзуда з золота та лазурита» (з чого можна зробити висновок, що «кольорами Анзуда» є золотий та синій, тобто «колір небесного вогню-блискавки-сонця» та «колір неба»);
- також Анзуд був «емблемою бога війни Нінгірсу (бог, який практично тотожний богу Нінурта) з древнього міста Лагаша».

В Інтернеті чомусь розповсюджене твердження, ніби-то «Анзуд пазурами спирається на двох оленей» [Архівовано 30 січня 2012 у Wayback Machine.], але насправді таке «зображення з оленями» є винятком; а на переважній більшості зображень — ми бачимо, що спирається-то Анзуд «на двох левів, велетенських та гривастих» [Архівовано 24 липня 2012 у Wayback Machine.]. Зрозуміло, що ці леви символізують «рев грому при появі Анзуда-блискавки», адже Анзуд це «птиця бурі» (проявляє себе як «блискавка та вітер», подібно ведійському Матарішвану).
Функції Анзуда (божество блискавки, вітру, бурі) та легенди про нього — близькі до легенд про інших «богів блискавки-світла та вітру», перш за все аналоги проявляються в Давній Індії :
- «птиця блискавки та вітру» МатаріШван (з Вед);
- згідно з міфом про викрадення Анзудом «таблиць долі» — Нінурта взяв його зображення як свій герб. Ця тема нагадує сюжет в індуїзмі, коли Вішну переміг «сяючу птицю Гаруду» та взяв її зображення як свій герб.

Існує гіпотеза, що синьо-золотий Анзуд (та інші древні «орли-блискавки», «Жар-птиці») є праобразом синьо-золотого Київо-Руського герба «Тризуба».

## Анзу в сучасній культурі
Анзуд згадується у рольовій онлайн-грі World Of Warcraft: The Burning Crusade, як засіб пересування у вигляді синьо-золотого ворона з йменням «Anzu, The Lord Of Ravens».